# 林光默
林 光默（リン・クァンムック、Lim Kwang-Mook）は大韓民国出身の漫画家。おもにエンターブレインの漫画雑誌で連載する。
日本では「默」の字が一般的ではないため「林光黙」と表記される事も多い。また、韓国人名の「林」は「イム」と読むのが一般的だが、林光默の片仮名表記は「リン」で統一されている。

## 作品
- 橋無医院（キョムイイン） - コミックビーム、全5巻。
- 斬華抄 - 短編集。「夜山別曲」「BECK」「Taro's Adventure」を収録。
- 迷宮 - 原作、林錫男（リン・ソクナム）。コミックビーム。